# Tinnunculita
La tinnunculita és un mineral de la classe dels substàncies orgàniques.

## Característiques
La tinnunculita és una substància orgànica de fórmula química C₅H₄N₄O₃·2H₂O. Va ser aprovada com a espècie vàlida per l'Associació Mineralògica Internacional l'any 2015. Cristal·litza en el sistema monoclínic. És un dihidrat d'uricita (àcid úric) d'origen natural, del qual és visualment molt similar. És també un component poc freqüent de l'orina. Químicament (C-H-N-O), és similar a altres minerals orgànics: guanina, uracil, acetamida i kladnoïta.
Segons la classificació de Nickel-Strunz, la tinnunculita pertany a «10.CA - Miscel·lània de minerals orgànics» juntament amb els següents minerals: refikita, flagstaffita, hoelita, abelsonita, kladnoïta, guanina, urea i uricita.

## Formació i jaciments
Va ser descoberta al mont Rasvumchorr, al massís de Khibini, óblast de Múrmansk (Districte Federal del Nord-oest, Rússia). També ha estat descrita a les mines de zinc de Glomsrudkollen, a Åmot (Noruega), a Varana (Emília-Romanya, Itàlia), i a dues localitats austríaques: a Hüttwinklache, a la vall de Hüttwinkl, i a Sportgastein, a la vall de Gastein, totes dues a l'estat de Salzburg.